# Abacetus cordatissimus
Abacetus cordatissimus es una especie de escarabajo terrestre de la subfamilia Pterostichinae.  Fue descrito por Straneo en 1941. 